# Selangor
Selangor is een van de 13 staten van Maleisië.
De hoofdstad van Selangor is Shah Alam.

## Geografie en demografie
Selangor ligt aan de westkust van het schiereiland van Maleisië en is 7.900 km² groot. De hele staat heeft 7 miljoen inwoners en is, na Penang, de dichtstbevolkte staat van het land.

## Bestuurlijke indeling
Selangor is onderverdeeld in 9 districten:
- Gombak
- Hulu Langat
- Hulu Selangor
- Klang
- Kuala Langat
- Kuala Selangor
- Petaling
- Sabak Bernam
- Sepang